# James Juvenal
James Benner "Jim" Juvenal (Filadèlfia, Pennsilvània, 12 de gener de 1874 – Filadèlfia, 1 de setembre de 1942) va ser un remer estatunidenc que va competir cavall del segle xix i el segle xx.
El 1900 va prendre part en els Jocs Olímpics de París, on guanyà una medalla d'or en la prova de vuit amb timoner com a membre de l'equip Vesper Boat Club. Quatre anys més tard, als Jocs Olímpics de Saint Louis guanyà la medalla de plata en l'Scull individual.
Entre 1893 i 1906 va guanyar més de 100 carreres, entre ells sis campionats consecutius de la Schuylkill Navy. El 1906 passà a exercir tasques d'entrenador, primer al club Malta BC, més tard al Penn Barge i durant un breu període a la selecció de Cuba.